# Смолина, Екатерина Анатольевна
Екатери́на Анато́льевна Смо́лина (родилась 8 октября 1988 в Усть-Каменогорске) — российская хоккеистка, нападающая ХК «Скиф», ХК «Торнадо»,  ХК «Динамо Санкт-Петербург» и сборной России. Участница трех зимних Олимпиад (2006, 2014, 2018) и девяти чемпионатов мира. Бронзовый призер чемпионатов мира 2013 и 2016 годов. Чемпионка Швеции сезона 2016-2017. 

## Биография
Родилась в Казахстане. Воспитанница школы «Устинка», в которой когда-то постигал азы хоккея Евгений Набоков. В начале 2000-х покинула Усть-Каменогорск, переехав в московский СКИФ, затем продолжила выступления в составе «Торнадо» (пять раз побеждала в чемпионате России). Во время выступлений в СКИФ была призвана впервые в сборную России: играла на Олимпиаде в Турине, однако по непонятным причинам не попала на Олимпиаду в Ванкувере. Выиграла бронзовые медали чемпионата мира 2013 и 2016 годов. 

## Достижения

### В сборной
- Участница Олимпийских игр 2006, 2014, 2018
- Бронзовый призёр чемпионата мира: 2013, 2016

### В клубах
- Чемпионка России: 2003, 2004, 2005, 2007, 2009, 2011, 2012, 2013, 2015
- Серебряный призёр чемпионатов России: 2006, 2008, 2010, 2014
- Трехкратная обладательница  Кубка европейских чемпионов
- Чемпионка Швеции 2017 в составе ХК «Юргорден» (Стокгольм)
- Мастер Спорта Международного класса